# Premiul César
Premiul César este un trofeu decernat anual pentru film în Franța. Nominalizările sunt selectate de membri ai Academiei de Artă și Tehnică Cinematografică (Académie des Arts et Techniques du Cinéma). 
Numele premiului vine de la sculptorul francez César Baldaccini care a realizat trofeul.

## Categoriile premiului César

### Film
- - César pentru cel mai bun film
  - César pentru cel mai bun debut filmic
  - César pentru cel mai bun film străin
  - César pentru cel mai bun film documentar
  - César pentru cel mai bun film al Uniunii Europene (din 2003, dispărut în 2006)

### Regie
- - César pentru cel mai bun regizor

### Scenariu
- - César pentru cel mai bun scenariu original sau adaptat

### Actori
- - César pentru cel mai bun actor
  - César pentru cea mai bună actriță
  - César pentru cel mai bun actor în rol secundar
  - César pentru cea mai bună actriță în rol secundar
  - César pentru cel mai promițător actor
  - César pentru cea mai promițătoare actriță

### Tehnică
- - César pentru cele mai bune costume
  - César pentru cel mai bun decor
  - César pentru cel mai bun montaj
  - César pentru cea mai bună imagine
  - César pentru cel mai bun sunet

### Scurt metraj
- - César pentru cel mai bun scurt metraj
  - César pentru cel mai bun scurt metraj de animație
  - César pentru cel mai bun scurt metraj de ficțiune
  - César pentru cel mai bun scurt metraj documentar

### Muzică
- - César pentru cea mai bună muzică scrisă pentru film

### Altele
- - César onorific
  - César pentru cel mai bun afiș
  - César pentru cel mai bun producător